# Circondario della Contea di Bentheim
Il circondario della Contea di Bentheim (in tedesco Landkreis Grafschaft Bentheim) è un circondario della Bassa Sassonia, in Germania.
Capoluogo e centro maggiore è Nordhorn.

## Suddivisione
| Nome         | Status                    | Comunità amministrativa |
| ------------ | ------------------------- | ----------------------- |
| Bad Bentheim | città                     | -                       |
| Emlichheim   | comune                    | Emlichheim              |
| Engden       | comune                    | Schüttorf               |
| Esche        | comune                    | Neuenhaus               |
| Georgsdorf   | comune                    | Neuenhaus               |
| Getelo       | comune                    | Uelsen                  |
| Gölenkamp    | comune                    | Uelsen                  |
| Halle        | comune                    | Uelsen                  |
| Hoogstede    | comune                    | Emlichheim              |
| Isterberg    | comune                    | Schüttorf               |
| Itterbeck    | comune                    | Uelsen                  |
| Laar         | comune                    | Emlichheim              |
| Lage         | comune                    | Neuenhaus               |
| Neuenhaus    | città                     | Neuenhaus               |
| Nordhorn     | città comune indipendente | -                       |
| Ohne         | comune                    | Schüttorf               |
| Osterwald    | comune                    | Neuenhaus               |
| Quendorf     | comune                    | Schüttorf               |
| Ringe        | comune                    | Emlichheim              |
| Samern       | comune                    | Schüttorf               |
| Schüttorf    | città                     | Schüttorf               |
| Uelsen       | comune                    | Uelsen                  |
| Wielen       | comune                    | Uelsen                  |
| Wietmarschen | comune                    | -                       |
| Wilsum       | comune                    | Uelsen                  |